# Szkic obrazu postępu ducha ludzkiego poprzez dzieje
Szkic obrazu postępu ducha ludzkiego poprzez dzieje (Esquisse d'un tableau historique des progrès de l'esprit humain) – dzieło Nicolasa de Condorceta napisane w 1794 roku, a wydane rok później. Uchodzi za najbardziej wpływową próbę sformułowania oświeceniowej teorii postępu. Wg Condorceta człowiek doskonali się dzięki rozumowi, a dzieje mają charakter linearny i zmierzają do całkowitej eliminacji cierpień i życia zgodnego z prawami natury. Postęp dokonuje się dzięki rozwojowi oświaty i nauki, a życie staje się coraz wygodniejsze za sprawą wynalazków. Rozwój historyczny ma charakter kumulatywny, tj. polega na stopniowym i systematycznym gromadzeniu wiedzy i osiągnięć (bez nagłych przełomów czy dialektycznych sprzeczności). W mechanizmie postępu społecznego ważną rolę odgrywają jednostki wybitne (odkrywcy i uczeni), których dokonania wprowadzają świat na kolejne stopnie rozwoju. Hamulcem postępu są instytucje: despotyzm, Kościół i sprzyjające im przesądy.